# Nemertesia ramosa
Nemertesia ramosa är en nässeldjursart som först beskrevs av Jean-Baptiste Lamarck 1816. Enligt Catalogue of Life ingår Nemertesia ramosa i släktet Nemertesia och familjen Plumulariidae, men enligt Dyntaxa är tillhörigheten istället släktet Nemertesia och familjen Plumularidae. Arten är reproducerande i Sverige. Inga underarter finns listade i Catalogue of Life.